# Grotesco

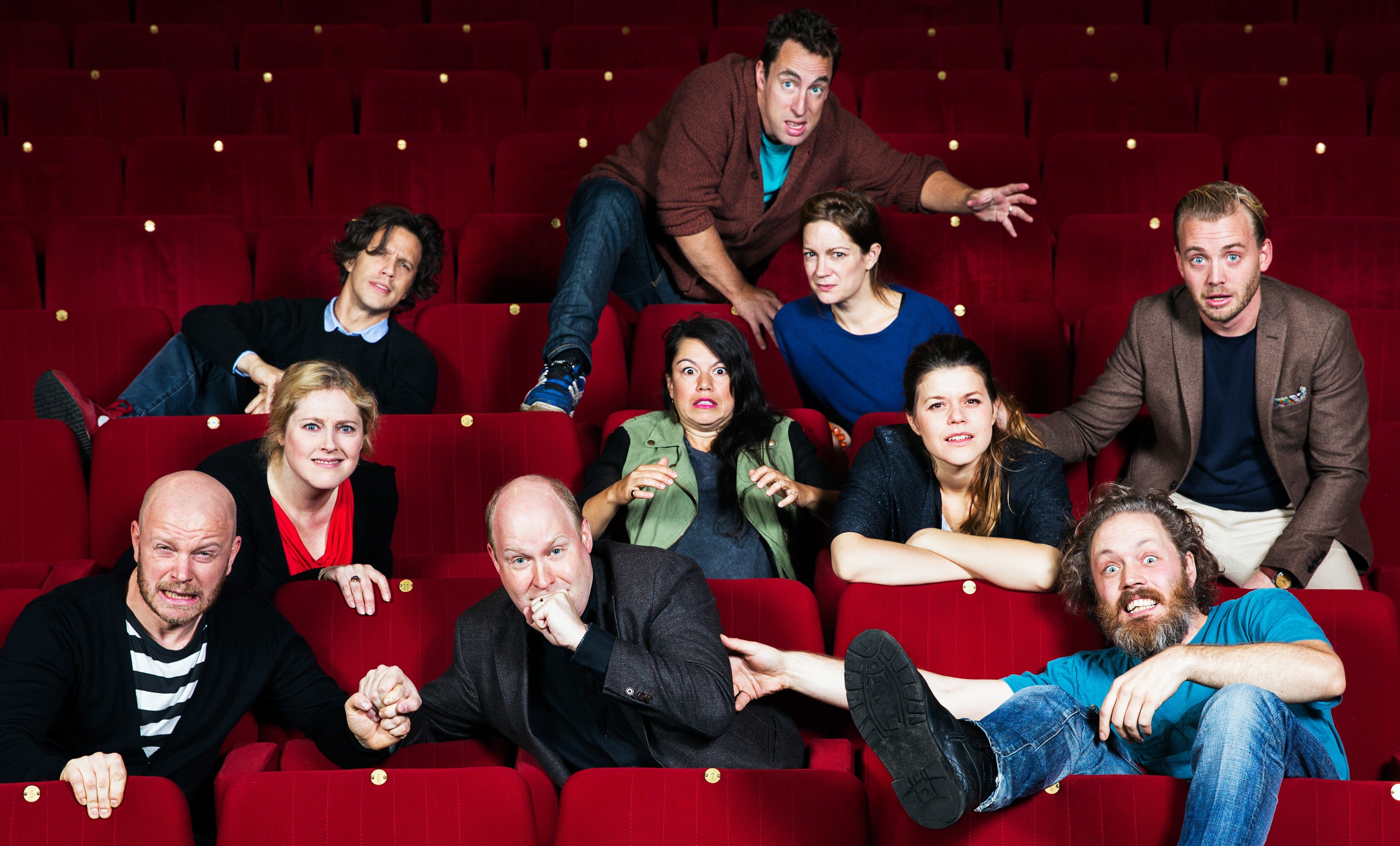
Några av medlemmarna i Grotesco samt regissören Anna Vnuk (i mitten) inför föreställningen på Scalateatern 2015.

Grotesco är en svensk humorgrupp bildad 2006. De har bland annat spelat in en komediserie i tre säsonger som visats på Sveriges Television.
Gruppen har även medverkat som pausunderhållning i Melodifestivalen 2009 och släppt en CD med olika varianter av hitlåten Tingeling, som var huvudnumret i pausunderhållningen. Den 15 januari 2015 hade de premiär på sin första scenföreställning "Grotesco på Scala – en näradödenrevy" på Scalateatern i Stockholm.

## Historik
Stommen i Grotesco bildades under några av medlemmarnas tonår på 1990-talet på Lidingö. Tillsammans spelade de sketcher på roliga timmen och senare genom Kulturskolan Sagateatern. I dess nuvarande form har Grotesco funnits sedan 2006.
Pilotavsnittet av gruppens tv-serie sändes under namnet Grotesco Royal 2006 som en del av Humorlabbet, en satsning på ny svensk humor i SVT, där olika humorgrupper tävlade med varsitt avsnitt. Grotesco vann tävlingen och priset var att producera en hel serie på åtta avsnitt. Den började visas i oktober 2007 på SVT1. Denna första säsong regisserades av Filip Telander, Michael Lindgren och Erik Wernquist.
Grotesco stod för pausunderhållningen i Melodifestivalen 2009 med temat Tingeling och släppte därefter ett musikalbum med samma tema. Under våren 2010 spelades den andra säsongen in i regi av Michael Lindgren, och sändes sedan under november och december 2010.
Gruppen blev polisanmäld när den framförde sångnumret "Bögarnas fel" i Allsång på Skansen i augusti 2011, men justitiekanslern avgjorde att inget brott hade begåtts och tillade att:"Sången är uppenbarligen avsedd att utgöra satir" Sångnumret framfördes även i seriens andra tv-säsong.

## Medlemmar
Följande personer medverkar i gruppen:
- Emma Molin – skådespelare och manusförfattare
- Henrik Dorsin – skådespelare och manusförfattare
- Michael Lindgren – skådespelare, manusförfattare och regissör
- Per Andersson – skådespelare och manusförfattare
- Rikard Ulvshammar – skådespelare och manusförfattare
- Per Gavatin – skådespelare och manusförfattare
- Hanna Löfqvist Dorsin – skådespelare
- Emma Peters – skådespelare
- Jakob Setterberg – skådespelare
- Jonas Kahnlund – skådespelare
- Linus Eklund Adolphson – skådespelare
- Anna Vnuk – regissör, koreograf och skådespelare

### Övriga/tidigare medverkande
- Erik Wernquist – skådespelare, manusförfattare och regissör säsong 1
- Andreas Grill – musiker och kompositör
- Andreas Alfredsson Grube – musiker och kompositör
- Viktor Titelman – skådespelare
- Filip Tellander – regissör säsong 1

## TV-serien
Den 1 november 2006 sändes ett pilotavsnitt, kallat Grotesco Royal och serien sändes sedan i tre säsonger mellan 2007 och 2017 med totalt 25 fristående avsnitt. År 2018 tilldelades Grotesco det internationella TV-priset Guldrosen för avsnittet "Flyktingkrisen – en musikal", vilket sändes i tredje säsongen av serien.

### Kontrovers
Finalnumret Tingaliin föranledde protester från Anatolij Kargapolov vid Rysslands ambassad i Stockholm, som sade "Det är för oss ofattbart att Sverige kan visa en sådan okunskap och missvisande bild av Ryssland". "Skildringen är avskyvärd". Uttalandet gjordes i en intervju med nyhetstidningen The Local. Följande dagar uppmärksammades kontroversen i TV-nyheter, radiosändningar och kvälls- och morgonpress.
Melodifestivalens projektledare Ronnie Lans bad senare om ursäkt och skickade blommor till ambassaden, men högre chefer på Sveriges Television drog tillbaka ursäkten.

## Grotesco i Kontoret
Våren 2011 spelades den svenska versionen av The Office in där delar av Grotesco-gänget medverkat bland team, manus, regi och medverkande.

## Grotesco på Scala - En näradödenrevy
Den 15 januari 2015 hade Grotesco premiär för sin första liveföreställning. Föreställningen sattes upp på Scalateatern i Stockholm och för regin stod Anna Vnuk. Föreställningen innehöll både nyskrivet material och sketcher från Grotescos tidigare produktioner.